# Missa Aulica (Mozart)
La Missa Aulica o Missa Solemnis en do mayor, K. 337, de Wolfgang Amadeus Mozart, fue escrita en 1780 para Salzburgo. Fue la antepenúltima misa que Mozart escribió y la última que consiguió completar.

## Sobrenombre
Karl Pfannhauser ha demostrado que en los círculos musicales de la corte, tanto la KV 317 como la KV 337 recibían el sobrenombre de Krönungmesse (Misa de Coronación), aunque la última también recibía a veces el nombre de Missa Aulica (en latín, «Misa de la Corte»).

## Historia
Mozart escribió la Missa Aulica para la corte del príncipe-arzobispo de Salzburgo el Conde de Colloredo. La obra fue empleada más tarde en las festividades por la coronación de Leopoldo II como rey de Bohemia, siendo interpretada en la catedral de San Vito de Praga el martes 26 de septiembre de 1791, Día de la Coronación, bajo la dirección de Antonio Salieri y en presencia del propio Mozart.
El 12 de septiembre, con motivo de la coronación de María Luisa como reina de Bohemia en la catedral de San Vito, volvió a ser interpretada esta misa, una vez más bajo la dirección de Salieri.

## Instrumentación
Está escrita para voces solistas, coro, dos oboes, dos fagotes, dos trompetas, tres trombones, cuerdas (sin violas) y órgano, este último interpretando el bajo continuo durante la mayor parte de la obra].

## Estructura
Consta de seis movimientos:
1. Kyrie; Allegro.
2. Gloria; Allegro.
3. Credo; Allegro. 
—Et incarnatus est...; Adagio.
—Et resurrexit...; Allegro .
4. Sanctus; Andante.
5. Benedictus; Andante.
—Osanna..; Allegro.
—excelsis....
6. Agnus Dei; Andante. 
—Dona nobis pacem... Allegro.

El Sanctus presenta rasgos del Kyrie, y también tiene una figura de violín que Mozart empleó de nuevo en Idomeneo. El Benedictus es peculiar para las misas de Mozart en tanto que se trata de una austera fuga en un estilo arcaico.